# قحطی ۱۲۵۱–۱۲۴۹ ایران
قحطی ۱۲۵۱–۱۲۴۹ در ایران دوره گرسنگی و بیماری دسته‌جمعی در ایران بین سال‌های ۱۲۴۹ تا ۱۲۵۱ خورشیدی (۱۸۷۰ تا ۱۸۷۲ میلادی) تحت حکومت ناصرالدین‌شاه قاجار بود. این قحطی تقریباً کل کشور را تحت تأثیر قرار داد، با این حال برخی از شهرها مانند شاهرود، کرمان و بیرجند موفق شدند از این فاجعه جلوگیری کنند.

## علت‌ها و عوامل مؤثر
به عقیده گزاویه دو پلانو، این قحطی نتیجه «فاجعه‌های آب و هوایی ترکیبی بود که توسط مدیریت ضعیف و عوامل انسانی بدتر شد». نیویورک هرالد قحطی را به افزایش قیمت پنبه نسبت داد که باعث شد کشاورزان کشت غلات را رها کنند و به جای آن پنبه بکارند.
شوکو اوکازاکی (ستاد بخش ایران‌شناسی دانشگاه مطالعات خارجی اوساکا) معتقد است که دو سال متوالی خشکسالی شدید عامل اصلی این قحطی بوده و افزایش تولید تریاک و پنبه به قحطی کمک کرده است. او همچنین «دیوان‌سالاران ارشد، مالکان، فروشندگان غلات و مقامات عالی‌رتبه مذهبی» که به احتکار و دستکاری بازار مشغول بودند را مقصر می‌داند. Cormac Ó Gráda مورخ اقتصادی اهل ایرلند نیز این دلیل را تأیید می‌کند.

## شمار تلفات
در مورد تعداد کل کشته‌شدگان در طول این قحطی بین پژوهشگران توافقی وجود ندارد، اگرچه گمان می‌رود که این قحطی باعث کاهش قابل توجهی در جمعیت ایران شده است. در میان پژوهشگران معاصر، فردریک جان گلدسمید رقم ۰٫۲ تا ۰٫۳ میلیون مرگ را بیان کرده است، در حالی‌که الیور جان مجموع تلفات این قحطی را ۰٫۵ میلیون نفر عنوان کرده است. به گفته جیمز باست در این قحطی ۳ میلیون نفر جان خود را از دست داده‌اند و جی. بلو که در آن دوره در ایران سفر می‌کرد، شمار تلفات را ۱٫۵ میلیون نفر ذکر کرده است. میرزا ابراهیم خان تفرشی ملقب به بدایع‌نگار، ایران‌شناس آن زمان، ۲٫۵ میلیون مرگ را تخمین زده است.
فریدون آدمیت تعداد مرگ و میر این قحطی را حدود ۲ میلیون نفر محاسبه کرده است. محاسبه دیگری کاهش جمعیت تخمینی ایران از ۱۰ میلیون نفر در سال ۱۸۵۰ به ۶ میلیون نفر در سال ۱۸۷۳ را به این فاجعه نسبت می‌دهد. تخمین دیگری توسط Gad G. Gilbar حدود ۱٫۵ میلیون مرگ را نشان می‌دهد که بین ۱۵ و ۲۰ تا ۲۵ درصد جمعیت ایران در آن زمان است. این تخمین توسط شوکو اوکازاکی و چارلز ملویل (استاد تاریخ ایران در دانشکدهٔ مطالعات خاورمیانه و آسیایی دانشگاه کمبریج) تأیید شده است.